# 克勞瑞莎·希爾茲
克勞瑞莎·希爾茲（Claressa Shields，1995年3月17日—）是美國拳擊手。在2012年8月，她成為第一位贏得奧運拳擊獎牌的美國女選手，贏得了2012年夏季奧林匹克運動會拳擊比賽中量級金牌。2016年又蝉联里约奥运会金牌。

## 參閱
- Team USA: Claressa Shields
- The New York Times: Bout Time（页面存档备份，存于）
- http://www.radiodiaries.org/teen-contender/（页面存档备份，存于）